# Örményes
Örményes là một thị trấn thuộc hạt Jász-Nagykun-Szolnok, Hungary. Thị trấn này có diện tích 34,13 km², dân số năm 2010 là 1090 người, mật độ 32 người/km².